# Мруз-Ольшевская, Агата
Ага́та Дану́та Мруз-Ольшевская (пол. Agata Danuta Mróz-Olszewska; 7 апреля 1982, Домброва-Тарновска — 4 июня 2008, Вроцлав) — польская волейболистка, центральная блокирующая, игрок сборной Польши, двукратная чемпионка Европы (2003, 2005).

## Биография
Агата Мруз начала заниматься волейболом в Тарнуве. В 15-летнем возрасте была приглашена в Сосновец — в крупнейший в Польше центр подготовки молодых игроков, базовый клуб юниорской сборной. В 1999 году Агата Мруз была капитаном команды, выигравшей чемпионат Европы среди девушек в Гданьске.
Вскоре после этого успеха Агата была вынуждена прервать карьеру, поскольку врачи диагоностировали у неё лейкемию. Через два года она смогла вернуться на площадку и в сезоне 2002—2003 годов выступала за команду города Островец-Свентокшиский. Несмотря на то, что этот коллектив играл во второй по силе лиге чемпионата Польши, именно из него в 2003 году Агата впервые была вызвана в национальную сборную.
В сентябре 2003 года сборная Польши одержала первую в своей истории победу на чемпионате Европы. Интерес к Агате Мруз стали проявлять ведущие польские и некоторые зарубежные клубы. В итоге она подписала контракт с действующим чемпионом страны, клубом «Сталь» из Бельско-Бялы. В составе «Стали» Агата выиграла чемпионат и два Кубка Польши, была признана лучшей блокирующей группового этапа Лиги чемпионов-2004/05, а со сборной страны в 2005 году вновь стала чемпионкой Европы. Награждена Золотым Крестом Заслуги
В сезоне-2006/07 Агата Мруз выступала в испанской «Мурсии-2005», с которой выиграла чемпионат и Кубок Испании, а также Кубок Top Teams. В 2007 году из-за проблем со здоровьем (миелодисплазии костного мозга) была вынуждена завершить карьеру.
В июне 2007 года Агата Мруз вышла замуж за Яцека Ольшевского. 4 апреля 2008 года родила дочь Лилиану. Мировое волейбольное сообщество пыталось помочь Агате в борьбе с тяжёлой болезнью. В Польше был организован благотворительный аукцион, на котором в частности были проданы футболки участников Матча звёзд России-2008 Семёна Полтавского и Жибы.
22 мая 2008 года она прошла аллотрансплантацию костного мозга в клинике Вроцлава, но организм спортсменки не смог принять пересаженный костный мозг. 4 июня она умерла от сепсиса.
Агата Мруз-Ольшевская похоронена в Тарнуве. За выдающиеся спортивные достижения и героическую стойкость в борьбе с неизлечимой болезнью посмертно награждена Кавалерским крестом ордена Возрождения Польши, однако её муж Яцек отказался принимать награду и попросил передать её врачам, лечившим Агату. В июне 2009 года её именем был назван новый дворец спорта в городе Коло. В октябре 2009 года в спортивно-концертном комплексе «Сподек» в Катовицах прошёл первый международный турнир женских клубных команд — Мемориал Агаты Мруз-Ольшевской. В 2012 году на экраны вышел фильм «Над жизнью» об истории Агаты, главную роль в нём исполнила Ольга Болондзь.

## Достижения
- Чемпионка Европы среди девушек (1999).
- 2-кратная чемпионка Европы (2003, 2005).
- Чемпионка Польши (2003/04), 2-кратная обладательница Кубка Польши (2003/04, 2005/06).
- Чемпионка и обладательница Кубка Испании (2006/07).
- Обладательница Кубка Top Teams (2006/07).